# Anton Goering

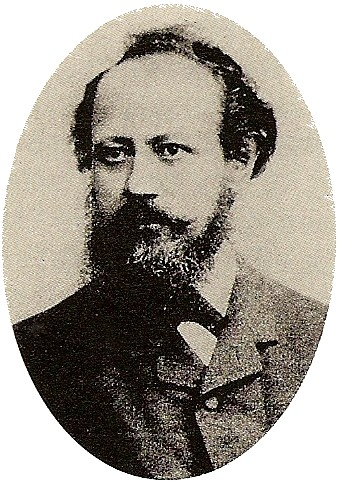
Anton Goering – Porträt (1869)

Christian Anton Goering, auch: Göring (* 18. September 1836 in Schönhaide; † 7. Dezember 1905 in Leipzig), war ein deutscher Forschungsreisender, Naturwissenschaftler, Maler und Zeichner. Er betätigte sich als Vogelkundler, Zoologe und Tierpräparator.
Auf den Spuren Alexander von Humboldts betrieb er ab 1856 und ab 1866 auf zwei Forschungsreisen in Südamerika botanische, ornithologische und geografische Studien. Dabei sammelte und präparierte er seltene Tiere und hielt seine Eindrücke in Zeichnungen und Landschaftsaquarellen fest. Mit seiner Arbeit leistete Goering einen wichtigen Beitrag zur Erforschung Venezuelas. Außerdem lieferte er Illustrationen zu verschiedenen Publikationen, unter anderem zu Brehms Tierleben.

## Leben
Anton Goering wurde am 18. September 1836 als Sohn des „Mechanicus“ Heinrich Goering und dessen Frau Christiane, geb. Funk, in Schönhaide bei Thonhausen im heutigen Altenburger Land geboren. Durch seinen Vater, ein ornithologischer Sammler und Präparator, interessierte sich auch der Sohn schon früh für die Natur.

### Kindheit, Ausbildung und erste Anstellung (1842–1856)
Anton Goering besuchte die örtliche Schule. Seine ersten künstlerischen Fertigkeiten erwarb er in der Kunstschule Bernhard von Lindenaus in Altenburg, 20 km von Schönhaide entfernt.
Im September 1850 wurde in Crimmitschau der „Ornithologischer Verein des Pleißengrundes“ gegründet, in welchem Vater und Sohn Goering Mitglieder waren.
Durch einen Freund seines Vaters, den Bäckermeister Carl Oberländer aus Greiz, lernte er 1850 den bekannten „Vogelpastor“ Christian Ludwig Brehm in Renthendorf kennen. Von ihm erhielt Anton Goering wertvolle Ratschläge für seine spätere Arbeit als Präparator. Auf Einladung Brehms verbrachte Anton Goering 1851 drei Tage in Renthendorf und erhielt umfangreiche ornithologische Unterweisungen.

„Wir unternahmen auch Ausflüge in die Umgebung und besonders an die ornithologisch interessanten Teiche. Viel konnte ich dabei lernen, denn auf alles wurde aufmerksam gemacht und erläutert.“

Weitere naturwissenschaftliche Anregungen bekam er auch von Alfred Brehm, dem Sohn Christian Ludwig Brehms sowie den Mitgliedern der Naturforschenden Gesellschaft des Osterlandes. Mit ihnen blieb er sein Leben lang und sogar auf Reisen in Kontakt und wissenschaftlichem Austausch.
Durch die Fürsprache Johann Heinrich Gottfried Apetz (1794–1857), dem damaligen Direktor der Naturforschenden Gesellschaft des Osterlandes in Altenburg, erhielt Anton Goering eine Stelle als Präparator und Konservator im Zoologischen Museum der Universität Halle. Sein Lehrer wurde Hermann Burmeister.
Im Auftrag Burmeisters reiste er 1855 nochmals zu Familie Brehm nach Renthendorf, um für die Sammlung des Museums Vogelbälge auszuwählen, die Alfred Brehm von seiner Nordafrikareise mitgebracht hatte. Es war die letzte Begegnung Anton Goerings mit seinem Mentor Christian Ludwig Brehm.

### Erste Forschungsreise (1856–1858)

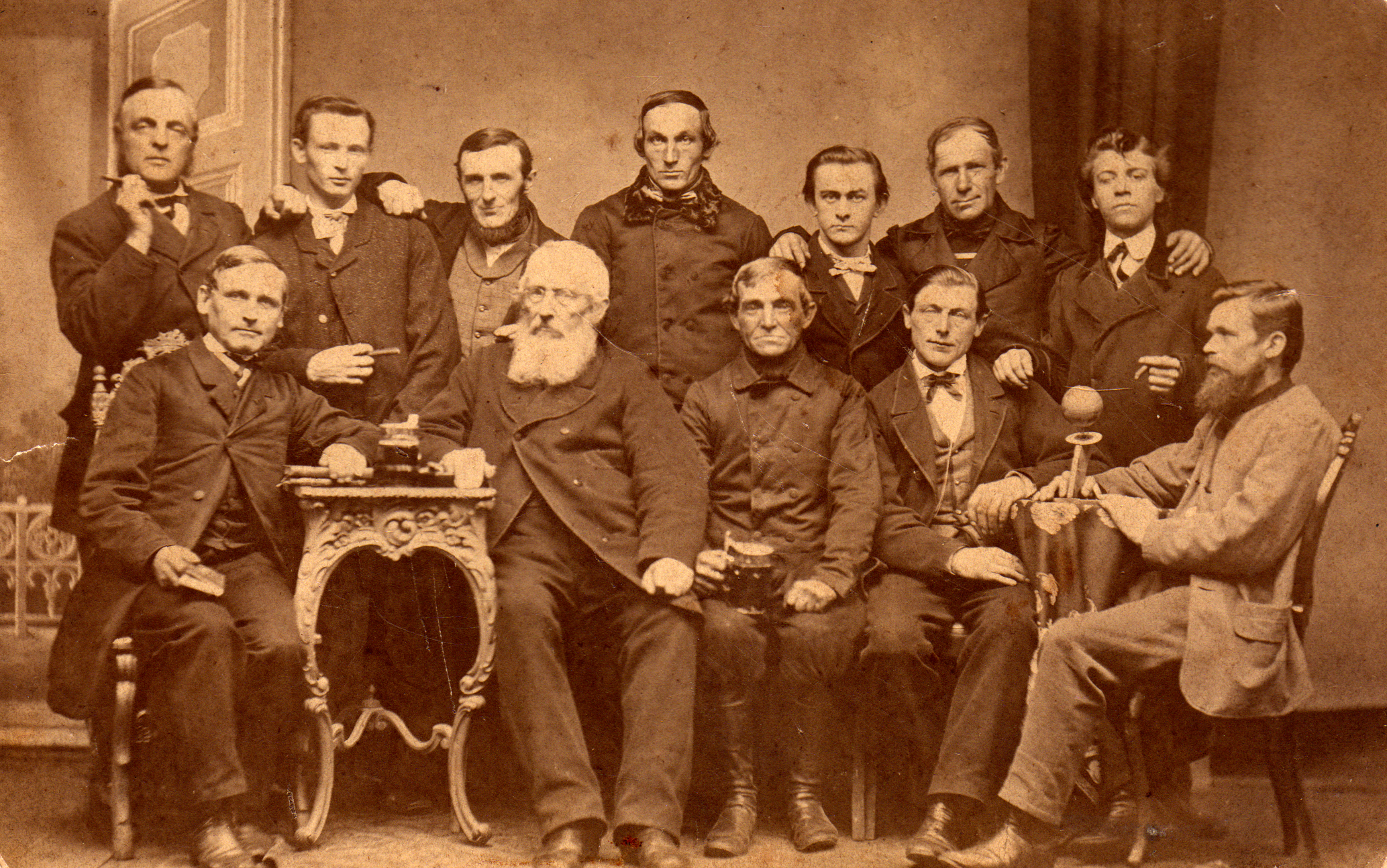
Naturforschender Verein des Pleißengrundes zu Obergrünberg, Erste Reihe rechts sitzend: Anton Goering, daneben Vereinsgründer Gottfried Lampert (1836–1902). Das Foto entstand vermutlich am 3. Januar 1863 als Goering einen Vortrag über seine Forschungsreise nach Brasilien hielt (Fotografie, Museum Burg Posterstein)

Anton Goering unternahm als Begleiter Hermann Burmeisters seine erste Forschungsreise nach Südamerika. Im September 1856 schiffte er sich in Hamburg ein und erreicht nach fast sechs Wochen Fahrt Rio de Janeiro. Zwei Jahre dauert die Reise durch die La-Plata-Staaten Brasilien, Uruguay und Argentinien. Anton Goering begleitete die Expedition mit Unterbrechungen als Zeichner und Präparator bis zu seiner Heimreise 1858 nach Deutschland. Über diese Reise hielt Anton Goering am 3. Januar 1863 einen Vortrag vor den Mitgliedern des „Naturforschenden Vereins des Pleißengrundes zu Obergrünberg“, in dem er seit 1862 Mitglied war.

### Von Halle nach London – Künstlerische Weiterbildung (1859–1866)
1859 kehrte Anton Goering nach Halle zurück und nahm seine Stelle am Zoologischen Museum der Universität Halle wieder an. Bereits nach kurzer Zeit zog er jedoch nach Leipzig und studierte zwischen 1860 und 1864 Zeichnen, Malen und Bildhauerei bei Hermann Knaur. Hierfür erhielt er ein Stipendium der Lindenau-Zachschen Stiftung. In den Akten der Verwaltungskommission der Stiftung taucht er in den Jahren 1861 und 1862 als „Bildhauer Anton Göring“, auch mit dem Zusatz „Schönhaide“ auf. 1863 ist nur sein Name unter den Künstlerstipendien zu finden.
1864 erhielt Goering das „Lindenau-Zachsche Reisestipendium“ und begann ein Studium bei Joseph Wolf in London, der für seine hervorragenden Tierzeichnungen bekannt war. Über ihn lernte er vermutlich auch seinen späteren Gönner Philip Lutley Sclater kennen. Diese Verbindung ermöglichte Goering 1866 eine eigene Studienreise.

### Studienreise nach Venezuela (1866–1874)
Anton Goering erhielt 1866 als korrespondierendes Mitglied der Zoological Society of London den Auftrag, eine eigene Studienreise nach Südamerika zu unternehmen. Sein Hauptziel war Venezuela, wo er acht Jahre lang für die Sammlung des Natural History Museums Vogelbälge anfertigte und die Flora des Landes erforschte. Er entdeckte unter anderem die bis dahin bei Forschern unbekannten Höhlen bei Caripe.
Nach seiner Rückkehr 1874 heiratete Anton Goering Maria Rost aus Eisenberg. Das genaue Datum ist unbekannt.

### Die späten Jahre (1876–1905)
Seit 1876 lebte Anton Goering in Leipzig und war als Landschaftsmaler und Illustrator tätig. Er verfasste Artikel für verschiedene Zeitschriften und Bücher, hielt Vorträge und nahm an Kunstausstellungen teil. Belegt sind die Kunstausstellungen 1880 in Eisenberg sowie 1882 in Altenburg.
Für seine Verdienste wurde Anton Goering 1892 zum Ehrenmitglied der Naturforschenden Gesellschaft des Osterlandes zu Altenburg und des Ornithologischen Vereins zu Leipzig ernannt. 1883 verlieh ihm Herzog Ernst I. von Sachsen-Altenburg den Ehrenprofessorentitel und 1893 den Herzoglich Sachsen-Ernestinischer Hausorden.
Seine Reiseeindrücke veröffentlichte Anton Goering 1893 in Leipzig unter dem Titel „Vom tropischen Tieflande zum ewigen Schnee. Eine malerische Schilderung des schönsten Tropenlandes Venezuela“.
Nach langer Krankheit starb Anton Goering am 7. Dezember 1905 in Leipzig, vermutlich an den Folgen eines Schlaganfalls. Seine letzte Ruhestätte fand er auf dem Leipziger Johannisfriedhof.

## Forschungsreisen

### Erste Forschungsreise durch die La-Plata-Staaten (1856–1858)
Seit 1854 arbeitete Anton Goering als Präparator und Konservator im Zoologischen Museum der Universität Halle unter der Leitung von Hermann Burmeister. Als Burmeister 1856 eine Forschungsreise durch die La-Plata-Staaten Brasilien, Argentinien und Uruguay plante, bat er Goering, ihn auf dieser Expedition als Zeichner und Präparator zu begleiten.
Die Tagebuchaufzeichnungen Anton Goerings geben neben den Reiseberichten Burmeisters Aufschluss über das Reisegeschehen. In der Sammlung des Leibniz-Instituts für Länderkunde in Leipzig sind zwei Reisetagebücher, ein Skizzenbuch sowie verschiedene Druckgrafiken Anton Goerings erhalten geblieben. Eines der Tagebücher widmet sich dieser ersten Südamerikareise. Das hauptsächlich mit Bleistift verfasste Buch ist mit vielen Skizzen versehen.
Mitte September 1856 reiste Anton Goering mit dem Zug von Halle über eine Zwischenstation in Magdeburg nach Hamburg, wo er sich mit Hermann Burmeister und dessen beiden Söhnen traf. Die Schiffsreise begann am 29. September 1856. Zusammen mit den Söhnen Burmeisters schiffte sich Goering auf dem Segelschiff „Dorothea“ ein. Die Fahrt dauerte sechs Wochen. Der Leiter der Expedition, Hermann Burmeister, reiste mit dem Schnelldampfer „Tamar“ der Royal Mail Steam Packet Company von Southampton.
Am 1. Dezember 1856 ging die Reise mit dem Dampfschiff weiter nach Montevideo. Bereits unterwegs kam es zu ersten Spannungen innerhalb der Reisegruppe.
Am 15. Dezember 1856 unternahm die Reisegruppe einen Ausflug nach Mercedes. Die Reise mit der Postkutsche dauerte drei Tage. Die Route verlief von Montevideo aus nach San José, weiter über Perdido nach Mercedes, das sie am 17. Dezember 1856 erreichten. Begeistert beschrieb Anton Goering seine verschiedenen Tätigkeiten und seine Eindrücke:

„... den 19. Dec. Großer Ausflug mit der Flinte um Vögel und Insekten am unteren Ufer des Rio Negro entlang. Ich habe im Ganzen 13 Stück geschossen wovon aber nur 9 St. zu präperieren gingen; es sind einige neue dabei.“

Am 1. Januar 1857 reiste die Gruppe zurück nach Montevideo. Das Verhältnis zwischen Burmeister und Goering schien sich in dieser Zeit verschlechtert zu haben. Anton Goering schrieb in sein Tagebuch:

„Der Herr Prof. Burmeister ist während der ganzen Reise sehr unwillig; in St. José sagt er mir, es sei ihm recht wie ich nach Europa zurückkehren wolle.Negro entlang. Ich habe im Ganzen 13 Stück geschossen wovon aber nur 9 St. zu präperieren gingen; es sind einige neue dabei.“

Was genau zu diesem Streit führte, bleibt unklar.
Am 3. Januar 1857 kam die Reisegruppe wieder in Montevideo an. Zwei Tage später begab sich Anton Goering noch einmal mit Burmeisters Sohn auf einen Ausflug nach Canelones, wo sie 90 Vögel fingen und präparierten. Am 16. Januar reisten sie zurück nach Montevideo. Dort kam es am 17. Januar 1857 zum Bruch zwischen Goering und Burmeister. Die Wege trennten sich.

„Nachdem ich mir während meines Aufenthaltes in Canelones meine Stellung zu Prof. Burmeister geklärt hatte und mir das Zusammensein mit seinem Sohn unerträglich geworden war, [...] entschloß ich mich, dem Hr. Pr. B. zu sagen, daß ich mich entschlossen habe nicht weiter mit ihm zu reisen und glaubte ihren Äußerungen nach, ihrem Wunsche entsprechend zu handeln. Er antwortete mir, gut, ja, sehen Sie und wir waren getrennt, ich ging, wünschte ihm gute Reise und was ich dachte sagte ich nicht.Negro entlang. Ich habe im Ganzen 13 Stück geschossen wovon aber nur 9 St. zu präperieren gingen; es sind einige neue dabei.“

Anton Goering finanzierte sich seine Weiterreise durch Uruguay bis nach Argentinien durch das Präparieren von Vögeln, mit Zeichnungen und Schnitzarbeiten selbst. Im August 1857 reiste Goering von Montevideo nach Buenos Aires. Quer durch Argentinien führte ihn sein Weg weiter nach Mendoza. Erst dort trafen Burmeister und Goering wieder zusammen.
Bis Ende 1858 begleitete Anton Goering Burmeister wieder auf seiner Expedition als Zeichner und Präparator. Dann trat er die Heimreise nach Deutschland an. Einen Teil der gesammelten Tiere und Pflanzen nahm er mit nach Halle, wo er 1859 eintraf. Hermann Burmeister folgte 1860.
Die Ausbeute der über drei Jahre dauernden Forschungsreise war beachtlich. Burmeisters Verzeichnis in den Kuratorial-Akten (Amtliche Akten) spricht von mehr als 9000 Objekten, darunter Insekten-, Amphibien- und Vogelpräparate, die aus Südamerika in die Sammlung des Zoologischen Museums der Universität Halle übergingen und dort bis heute unter Burmeisters Namen erhalten sind.

### Zweite Forschungsreise nach Venezuela (1866–1874)
Auf Fürsprache seines Gönners Philip Lutley Sclater erhielt Anton Goering 1866 die Möglichkeit, als korrespondierendes Mitglied der Zoological Society of London eine eigene Studienreise nach Südamerika zu unternehmen. Sein Hauptziel war Venezuela, wo er acht Jahre lang für die Sammlung im Natural History Museum Vogelbälge anfertigte und die Flora des Landes erforschte.
Am 18. September 1866, seinem 30. Geburtstag, reiste Anton Goering in London ab. Sein vorläufiges Ziel war Trinidad. Die Zeit auf dem Meer vertrieb man sich unter anderem mit dem Studium der von Bord aus gefangenen Meeresbewohner.
In Trinidad fand Anton Goering Unterkunft im Wellington Hotel. Am 14. November unternahm er einen Ausflug nach Arima, von dem er am 17. November zurückkehrte. Am 26. November ging die Reise weiter nach Carúpano in Venezuela, wo das Schiff am 30. November den Hafen erreichte.
Von Carúpano aus unternahm Goering mehrere Ausflüge, unter anderem in die Gegenden um Pilar und Caripe. Im Juni 1867 besuchte er die von seinem großen Vorbild Alexander von Humboldt beschriebene Guácharo-Höhle. Wie hoch Goering Humboldts Lebenswerk schätzte, zeigt ein Brief über die Entdeckung der Höhlen bei Caripe:

„Es machte auf mich einen eigenthümlichen Eindruck, als ich auf derselben Stelle stand, wo der größte Mann der Wissenschaft gestanden. Was mag er gedacht haben, als er die gewaltigen unterirdischen Hallen mit ihren tausendfach gebildeten Stalaktiten sah! Ich zeichnete das sogenannte Quarto precioso, von vier Fackeln beleuchtet, und den prachtvollen Eingang der Höhle, bei dreimaligen Besuchen. Wenn Humboldt damals gehört hätte, daß noch größere Höhlen in der Nähe vorhanden sind, gewiß würde er sich länger in Caripe aufgehalten haben, um dieselben zu besuchen.“

Anschließend setzte er seine Forschungen im Osten und Südosten von Caripe in den dortigen Gebirgslandschaften fort. Von Einheimischen geleitet, entdeckte Anton Goering in der Nähe des Rio Arcacuar zwei Höhlen, die den europäischen Forschern bis dahin noch unbekannt waren. Eine der Höhlen konnte er betreten und zeichnen. Diese „Cueva Grande“ bei Terésen (Estado Monagas) wurde ihm zu Ehren „Cueva Anton Goering“ genannt. Laut dem Verband Österreichischer Höhlenforscher ist sie mit 1621 Meter Gesamtlänge die drittlängste Höhle Venezuelas.
Die Weiterreise zum ewigen Schnee
1866 reiste Goering von Carúpano nach Caracas und weiter nach Puerto Cabello. Von dort erreichte er 1868 den Lago Valencia. Hier hielt er sich bis Anfang 1869 auf und reiste dann nach San Esteban weiter, wo er sich durch den Ausbruch einer Revolution länger aufhalten musste. Goering nutzte die Zeit für botanische Studien.
Schließlich fuhr er mit dem Schiff nach Maracaibo und von dort weiter nach Mérida. Sein Weg führte ihn in Richtung Westküste bis nach Cúcuta im heutigen Kolumbien.
1869 kehrte er über Mérida und Valera nach Puerto Cabello zurück. Zwischen 1869 und 1874 erforschte Goering immer wieder die Gegenden um Caracas, Mérida und Puerto Cabello. In seinen temporären Unterkünften zeigte er kleine Ausstellungen, brachte den einheimischen Familien durch seine Aquarelle und Präparate die eigene Heimat näher oder gab Unterricht im Präparieren. Seine Exkursionen verzögerten sich oft durch die instabile politische Situation in Venezuela.
1874 reiste Anton Goering schließlich von Puerto Cabello aus zurück nach Europa.
Seine Reiseeindrücke veröffentlichte er 1893 in Leipzig bei Adalbert Fischers Verlag unter dem Titel „Vom tropischen Tieflande zum ewigen Schnee. Eine malerische Schilderung des schönsten Tropenlandes Venezuela“.

## Werke

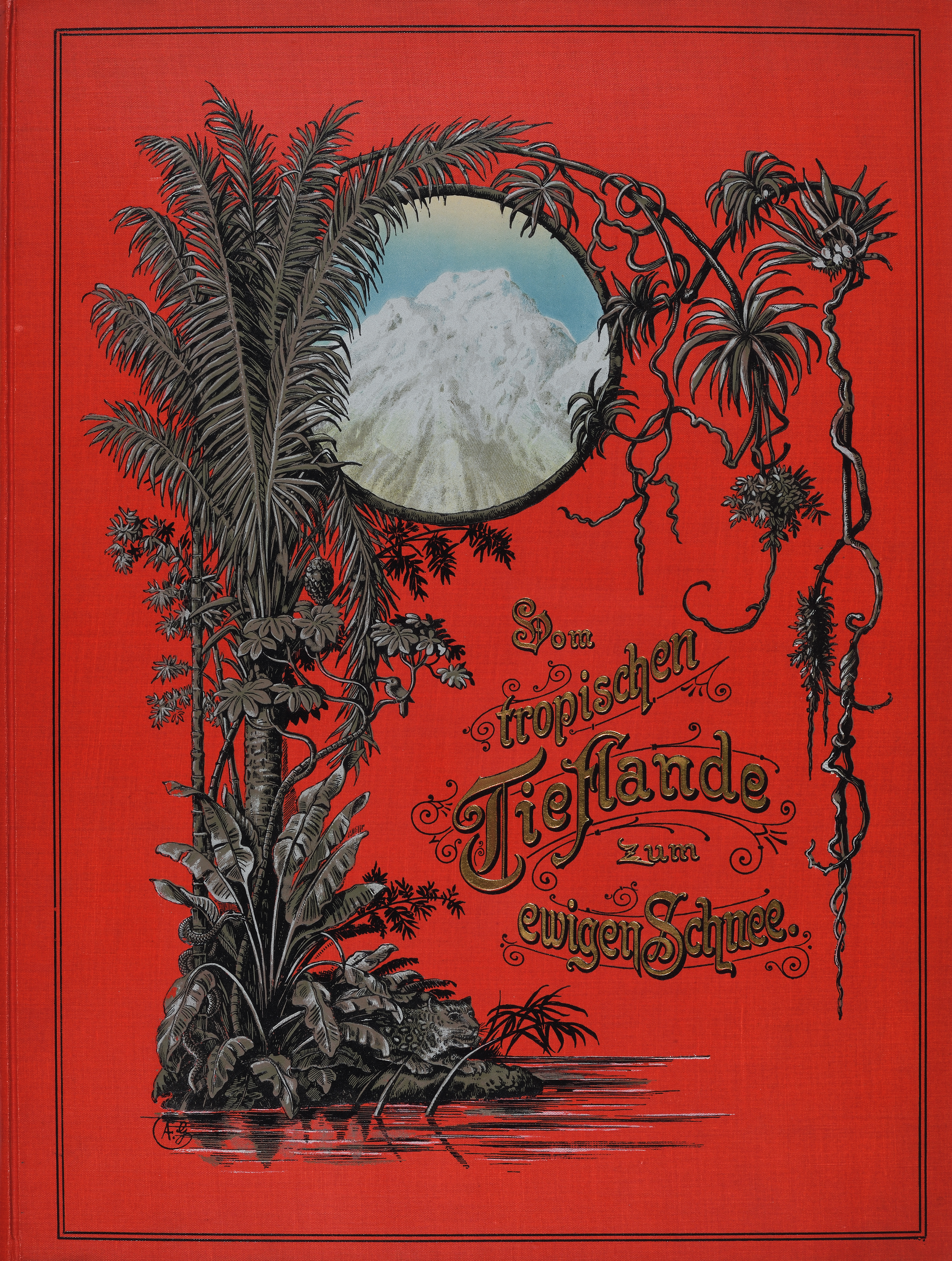
Anton Goering: Vom tropischen Tieflande zum ewigen Schnee, Eine malerische Schilderung des schönsten Tropenlandes Venezuela, Leipzig 1893, Bibliothek [https://www.burg-posterstein.de Museum Burg Posterstein

### Literarisches Werk und Abhandlungen
- Anton Goering: Vom tropischen Tieflande bis zum ewigen Schnee. Eine malerische Schilderung des schönsten Tropenlandes Venezuela, Leipzig 1893. (Aldalbert Fischer’s Verlag Leipzig).
- Artikel und Illustrationen in: Die Gartenlaube, Leipzig, Herausgeber Ernst Ziel, Verlag von Ernst Keil.
Beispielsweise:
  - Anton Goering: Weihnachtserinnerungen aus den Tropen, in: Die Gartenlaube, 1883, Heft 51, S. 827–828, Herausgeber Ernst Ziel, Verlag von Ernst Keil, Leipzig.
  - Anton Goering: Aus der argentinischen Provinz Mendoza, in: Die Gartenlaube, 1881, Heft 3, S. 48–51, Herausgeber Ernst Ziel, Verlag von Ernst Keil, Leipzig.
  - Anton Goering: Am See von Maracaibo, in: Die Gartenlaube, 1879, Heft 24, S. 404–407, Herausgeber Ernst Ziel, Verlag von Ernst Keil, Leipzig.
  - Artikel und Illustrationen in: Globus, illustrierte Zeitschrift für Länder- und Völkerkunde mit besonderer Rücksicht der Anthropologie und Ethnologie. Herausgegeben von Karl Andree. Friedrich Vieweg und Sohn.
Beispielsweise:
  - Anton Goering: A. Goering’s Reise in Venezuela, in: Globus, Braunschweig 1867, Band 11, S. 188.
  - Artikel und Illustrationen in: Monatsschrift des Deutschen Vereins der Vogelwelt, Halle/Saale, Selbstverlag des Vereins.
Beispielsweise:
  - Anton Goering: Ornithologische Erinnerungen aus Venezuela. In: Monatsschrift des Deutschen Vereins zum Schutze der Vogelwelt, Band 8, Jahrgang 1883, S. 214ff.
  - Anton Goering: Ornitologische Skizzen aus Argentinien. In: Monatsschrift des Deutschen Vereins zum Schutze der Vogelwelt, Band 11, Jahrgang 1886, S. 250ff.
  - Anton Goering: Bilder aus dem Leben der Hoccos in Südamerika. In: Monatsschrift des Deutschen Vereins zum Schutze der Vogelwelt, Band 17, Jahrgang 1891, S. 375ff.
- Alfred Brehm: Anton Goering wurde von Alfred Brehm als Berater für einzelne Artikel hinzugezogen u. a. für die Beschreibung des Guacharo, in: Brehms Thierleben.[14]

### Werke als Illustrator
- Alfred Brehm: Brehms Tierleben.
- Heinrich Nehrling: Die Nordamerikanische Vogelwelt, Verlag von Geo. Brumder, Milwaukee, Wisconsin 1891.
- Sowie für die o.g. Zeitschriften Globus und Die Gartenlaube

### Künstlerisches Werk
Viele Aquarelle Anton Goerings befinden sich heute in Privatbesitz in Europa und Südamerika, einige davon in sehr schlechtem Zustand. Um das kulturelle Erbe Anton Goerings zu bewahren und sein Werk der Öffentlichkeit zugänglich zu machen, veröffentlichte die Asociacion Cultural Humboldt in Caracas 1969 einen umfassenden Katalog mit Aquarellen Anton Goerings aus privatem Besitz. Unter dem Titel „Venezuela vor einem Jahrhundert. Bilder von Anton Goering (1836–1905)“ enthält die Publikation eine Biografie und ein Publikationsverzeichnis Goerings in drei Sprachen sowie 51 Abbildungen.
Das von Anton Goering verfasste Buch Vom tropischen Tieflande bis zum ewigen Schnee. Eine malerische Schilderung des schönsten Tropenlandes Venezuela (Leipzig 1893, Adalbert Fischer’s Verlag) beinhaltet Druckgrafiken von 12 Aquarellen und 54 Textillustrationen.
Weitere Werke befinden sich in der Sammlung des Leibniz-Instituts Leipzig:
Leibniz-Institut für Länderkunde, Archiv für Geografie in Leipzig, Nachlass Anton Goering, 291/2: zwei Aquarelle, 92 Druckgrafiken und 36 Autotypen auf Dünndruckpapier.

### Sammlungen
- Zoologisches Museum der Universität Halle: Sammlung Burmeister, ca. 9000 Insekten-, Amphibien- und Vogelpräparate, die von der gemeinsamen Südamerikareise 1856–1860 stammen und zu einem großen Teil von Anton Goering angefertigt wurden.
- Natural History Museum, London: Sammlung Dr. Philip Lutley Sclater, präparierte Vogelbälge sowie Vogel- und Tierhäute, die von der Südamerikareise Anton Goerings 1866–1874 stammen. Die 1868 von Sclater in den „Proceedings of the Zoological Society of London“ veröffentlichten Sammlungen Goerings umfassten in einer ersten Sendung 173 Präparate von 126 verschiedenen Arten. Drei davon waren der Forschung bis dahin unbekannt. Eine zweite Sendung umfasste weitere Präparate von 99 verschiedenen Arten.[15]
- Leibniz-Institut für Länderkunde, Archiv für Geografie: 1 Portrait-Foto Anton Goerings um 1880, zwei Reisetagebücher, ein Skizzenbuch, zwei Aquarelle sowie 92 Druckgrafiken und 36 Autotypen auf Dünndruckpapier.

## Galerie

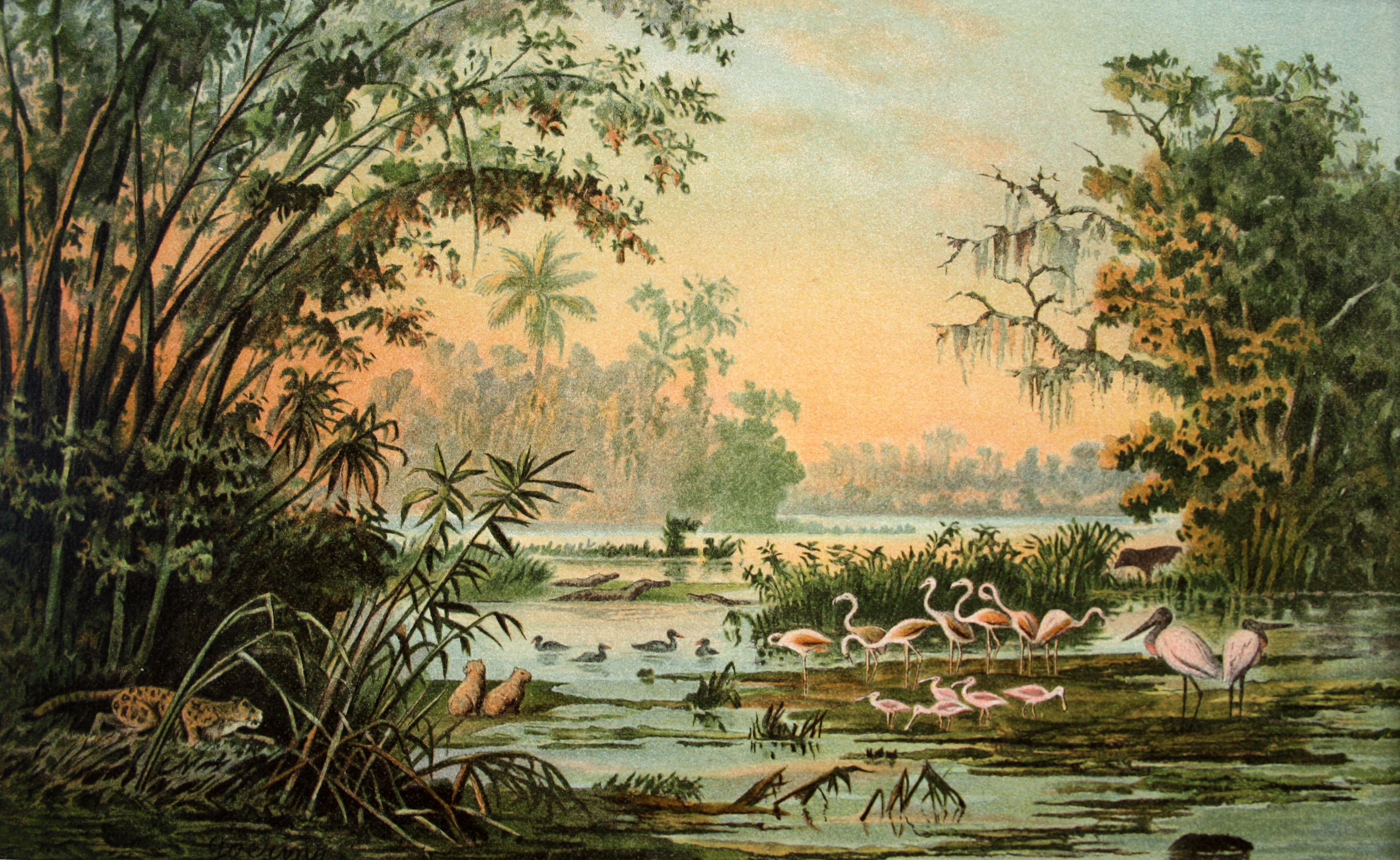
Tierleben am mittleren Orinoco, Chromolithografie nach einem Aquarell von Anton Goering, Sammlung Museum Burg Posterstein
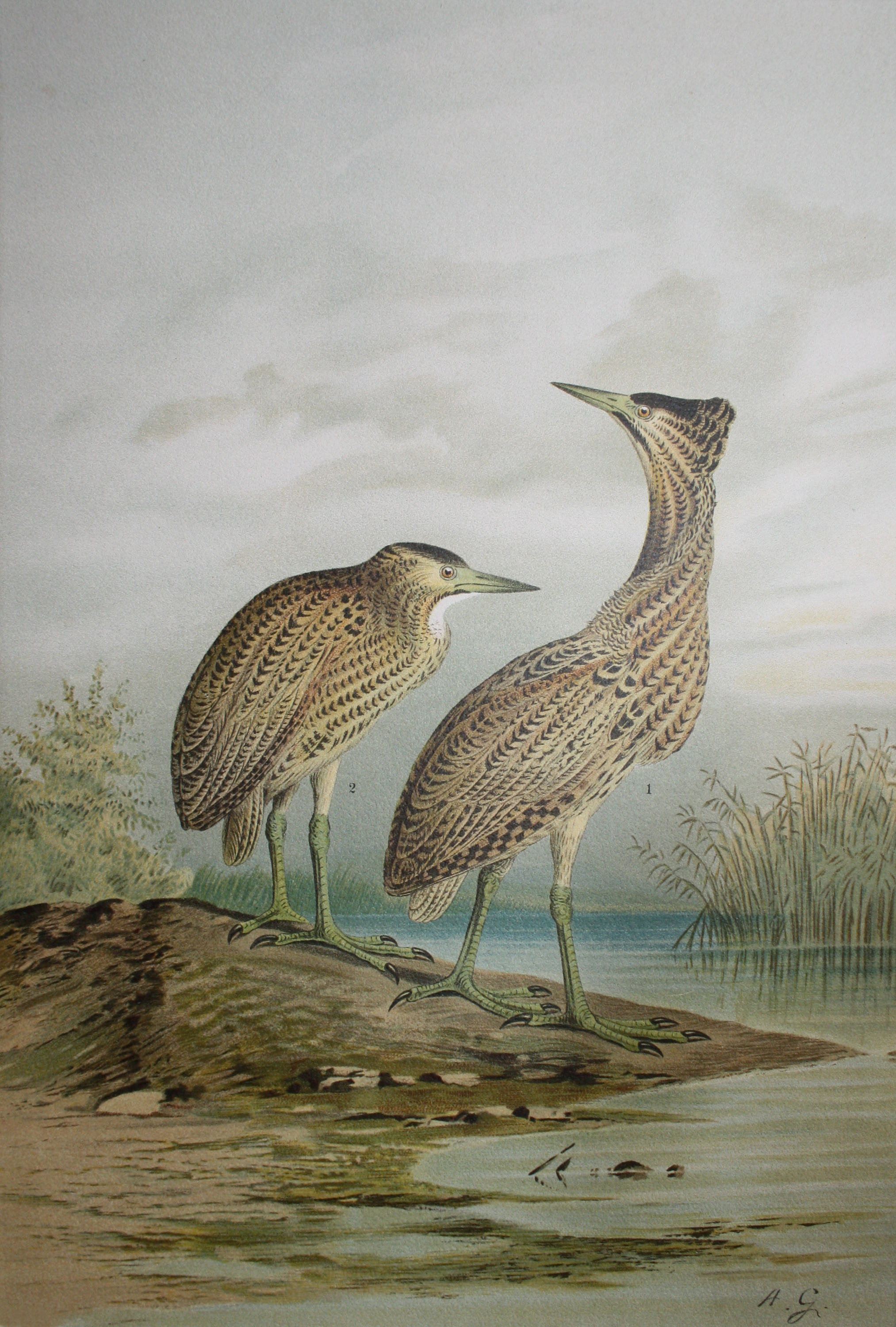
Rohrdommel – Botaurus stellaris, Chromolithografie nach einer Zeichnung von Anton Goering, Sammlung Museum Burg Posterstein
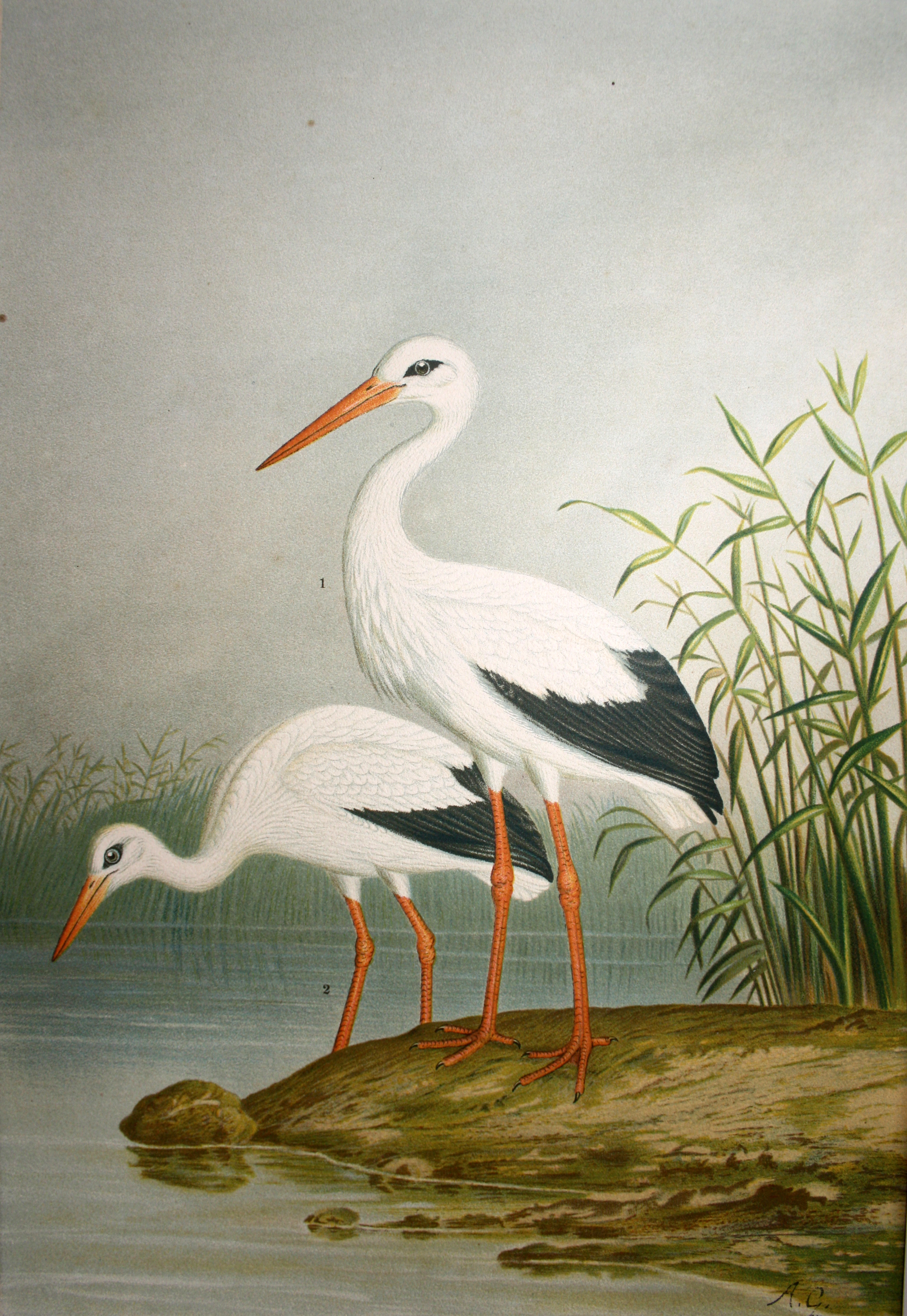
Ciconia ciconia, Weißer Storch, Chromolithografie nach einer Zeichnung von Anton Goering, Sammlung Museum Burg Posterstein
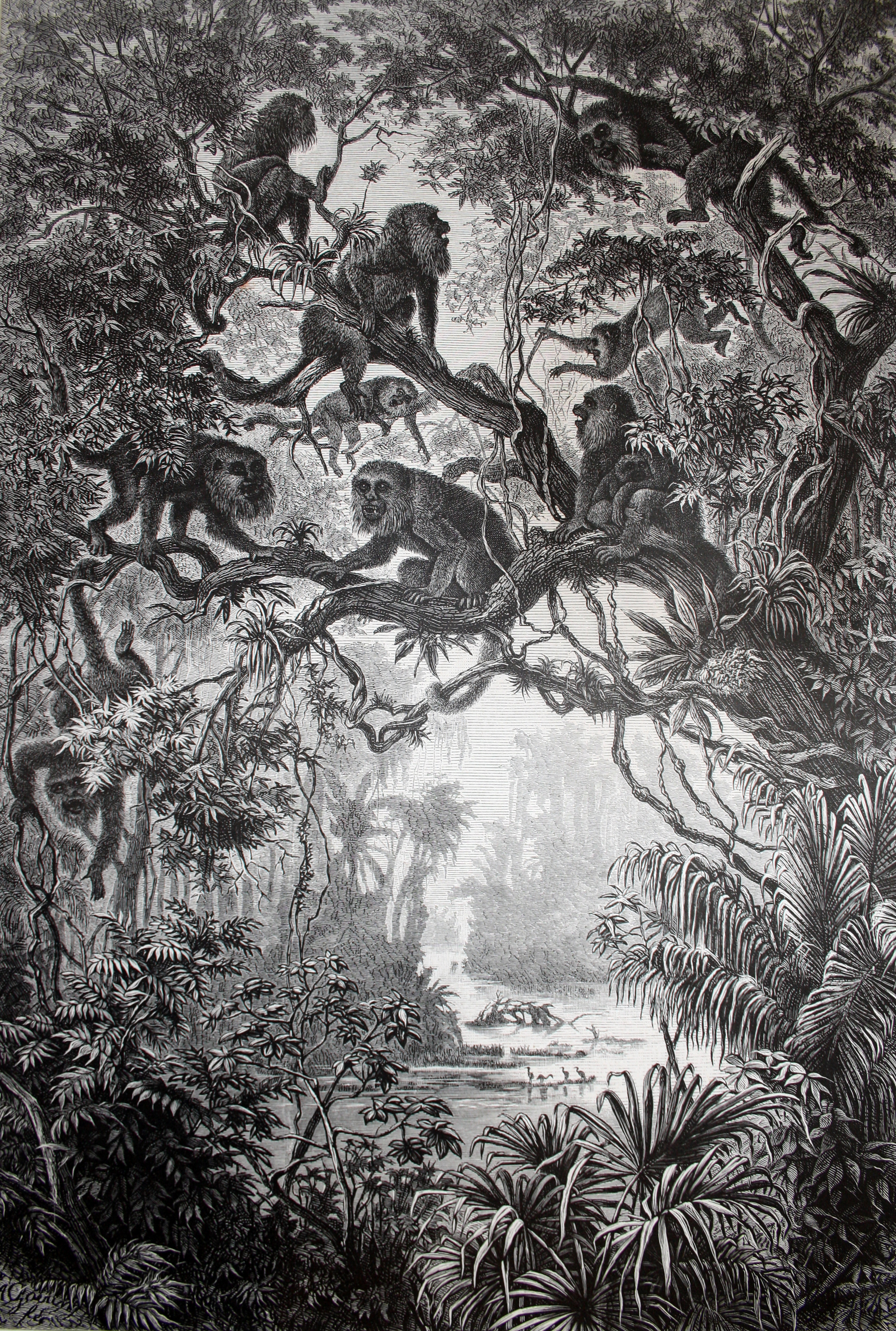
Brüllaffen am Rio Escalante, Chromolithografie nach einem Aquarell von Anton Goering, Sammlung Museum Burg Posterstein

## Ehrungen und Gedenken
- 1883 Ehrenprofessorentitel – verliehen von Herzog Ernst der I. von Sachsen-Altenburg
- 1892 Ehrenmitglied der Naturforschenden Gesellschaft des Osterlandes
- 1892 Ehrenmitglied des Ornithologischen Vereins zu Leipzig
- 1893 Ernestinischer Hausorden – verliehen von Herzog Ernst der I. von Sachsen-Altenburg
- 2019 Gedenktafel am Geburtshaus Anton Goerings in Schönhaide, initiiert vom Heimatverein Thonhausen-Schönhaide-Wettelswalde
- Benennung der Cueva Grande bei Terésen (Estado Monagas, Venezuela) zu Ehren Anton Goerings als Cueva Anton Goering.
- Zwei Vogelarten, die Anton Goering erstmals beschrieb, wurden nach ihm benannt:
  - Brachygalba goeringi – Fahlnacken-Glanzvogel: P. L. Sclater Sc Salvin 1869, Proc. zool. Soc. Lond., 1869: 253, pl. 18. Syntype, Adult male. Reg. no. 1888.8.21.89. Maruria, Lake of Valencia, Venezuela, 8 Oct. 1868. Collected by A. Goering. Salvin-Godman Collection.
  - Hemispingus goeringi – Graurückentangare: P. L. Sclater and Salvin 1871, Proc. zool. Soc. Lond., 1870 (publ. 1871): 784, pl. 46. Holotype, Adult male. Reg. no. 1885.6.12.885. Paramos of Merida, Venezuela, 1870. Collected by A. Goering. Sclater Collection.

## Ausstellungen und Vorträge
- 2019 Museum Burg Posterstein – Themenausstellung humboldt4: Aus Schönhaide nach Südamerika – Der Vogelkundler, Zeichner und Maler Anton Goering[16]
- 1882 Altenburg – Kunstausstellung im Herzoglichen Hoftheater[17]
- 1880 Eisenberg – Kunstausstellung und naturwissenschaftlicher Vortrag zur Forschungsreise in Venezuela in der Aula des Gymnasiums[18]